# Imperial Theatre (Broadway)
L'Imperial Theatre è un teatro di Broadway, sito nel quartiere di Midtown Manhattan a New York.

## Storia
Il teatro, il quindicesimo fatto costruire dalla Shubert Organization a New York, è stato progettato da Herbert J. Krapp ed ha aperto al pubblico il giorno di Natale del 1923. Il teatro è stato usato solo sporadicamente per opere di prosa, venendo invece usato molto frequentemente per portare in scena musical teatrali. Alcuni dei musical portati in scena all'Imperial sono stati Dreamgirls nel 1981, The Mystery of Edwin Drood (1985), Les Misérabes (dal 1990 al 2003) e Billy Elliot the Musical (dal 2008 al 2012), oltre a numerose altre composizioni di Cole Porter, Richard Rodgers, Lorenz Hart, Irving Berlin, Frank Loesser, Lionel Bart, Bob Merrill, Stephen Sondheim, Jule Styne, E.Y. Harburg, Harold Arlen e George ed Ira Gershwin. Dal marzo 2020 al gennaio 2021 il teatro è rimasto chiuso a causa della pandemia di COVID-19 del 2019-2021.
Nel corso del secolo dalla sua costruzione, le scene dell'Imperial Theatre sono state calcate da star internazionali del cinema, del teatro e della musica, tra cui Ethel Merman, Gertrude Lawrence, John Gielgud, Clifton Webb, Montgomery Clift, Mary Boland, Ray Bolger, Desi Arnaz, Lucie Arnaz, Mary Martin, Zero Mostel, Danny Kaye, Davy Jones, Jerry Orbach, Shelley Winters, Bernadette Peters, Ben Vereen, George Rose, Hugh Jackman, John Lithgow, Nikki M. James, Matthew Broderick e Josh Groban.